# Hans-Ulrich Geschke

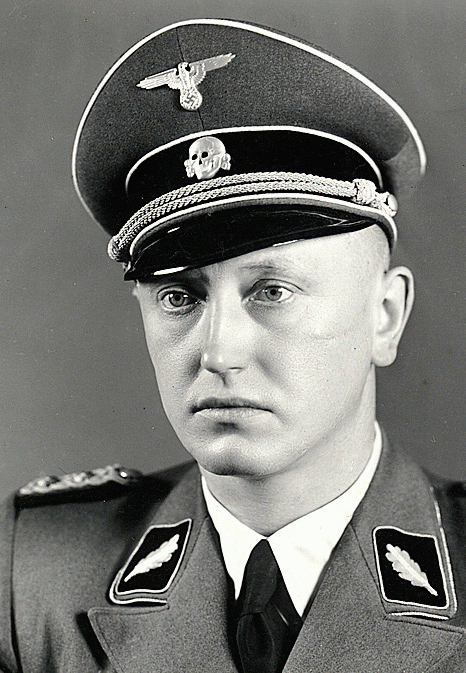
Hans-Ulrich Geschke, hier SS-Standartenführer

Hans-Ulrich Geschke (* 16. Mai 1907 in Frankfurt (Oder); † vermutlich 1944 oder 1945; 1959 für tot erklärt) war ein deutscher Jurist, Gestapo-Beamter und SS-Oberführer (1944), der am Holocaust der ungarischen Juden beteiligt war.

## Leben
Nach dem Schulbesuch studierte Hans-Ulrich Geschke Rechtswissenschaften an den Universitäten Tübingen, Berlin und Göttingen. Er war Mitglied der Studentenverbindung Turnerschaft Straßburg Tübingen. Er promovierte 1931 an der Universität Göttingen mit der Dissertation Die Haftung des Dritten für den durch Vertragsverletzung oder unerlaubte Handlung gegenüber dem Kommissionär verursachten Schaden des Kommittenten zum Dr. jur.
Er trat zum 1. Februar 1932 der NSDAP bei (Mitgliedsnummer 945.891). Von Februar 1935 bis 1938 war Geschke Leiter der Kieler Staatspolizeistelle und danach der Stapostelle in Saarbrücken (SS-Nummer 107.467). Nach der „Zerschlagung der Rest-Tschechei“ wurde Geschke ins Protektorat Böhmen und Mähren nach Prag versetzt, wo er Leiter der dortigen Gestapo wurde (vgl. Sonderaktion Prag). Hier wurde er 1941 zum Oberregierungsrat befördert. In seiner Amtszeit gab es bei der Gestapo seit Ende 1941 verstärkt Hinweise, dass zunehmend Widerstandsaktionen gegen die deutschen Besatzer vorbereitet und auch Anschläge auf den erst im Oktober 1941 eingesetzten stellvertretenden Reichsprotektor für Böhmen und Mähren, Reinhard Heydrich, geplant waren. So war im März 1942 bei einer routinemäßigen Kontrolle ein Mann aufgegriffen worden, der nach tagelangen Folterverhören gestand, Heydrich ermorden zu wollen. Ein ähnlicher Hinweis war in einem Bericht des SD vom 18. April 1942 enthalten. Trotz dieser Warnungen kam es zu keinen erhöhten Sicherheitsmaßnahmen. Als dann am 28. Mai 1942 das Attentat auf Heydrich tatsächlich geglückt war, ordnete der Chef der deutschen Ordnungspolizei Kurt Daluege gezielte Maßnahmen an, worauf Geschke für den Raum Prag die befohlene Großfahndung nach den Attentätern einleitete. Über 500 Personen wurden in den darauffolgenden Tagen verhaftet, die aber nichts mit dem Anschlag zu tun hatten. Auch verwertbare Hinweise oder Anhaltspunkte zum möglichen Tatverdacht kamen auf diesem Weg nicht zustande. Im September 1942 wurde Ernst Gerke Nachfolger Geschkes als Leiter der Prager Gestapo.
Ab Herbst 1942 war Hans-Ulrich Geschke in Posen Inspekteur der Sicherheitspolizei und des SD, wechselte aber bereits zum 17. Dezember 1942 in gleicher Funktion nach Dresden. Am 19. März 1944, dem Tag der Besetzung Ungarns durch deutsche Truppen, wurde Geschke zum Befehlshaber der Sicherheitspolizei und des SD (BdS) unter dem SS-Obergruppenführer Otto Winkelmann ernannt. Er war dort strukturell der Vorgesetzte des nach Budapest entsandten Eichmann-Kommandos. Adolf Eichmann und seine Akteure aus dem Eichmannreferat des Reichssicherheitshauptamtes operierten aber weitgehend unabhängig von ihm. Mit Hilfe des Budapester Telefonbuchs ließ er 200 „judenverdächtig“ klingende Namen möglichst mit Doktorgrad ermitteln. Diese Personen – meist Ärzte und Anwälte – wurden sofort inhaftiert, und am Abend meldete er die Festnahme von insgesamt 2000 führenden Funktionären des ungarischen Judentums nach Berlin.
In den Monaten von April bis Oktober 1944 wurden über 400.000 ungarische Juden durch die einzelnen Kommandos, vor allem das Sonderkommando unter Adolf Eichmann, ins Konzentrationslager Auschwitz deportiert. Im Vorfeld hatte sich das „Joint Distribution Committee“ bemüht mit den NS-Akteuren Verhandlungen aufzunehmen und damit die Deportation zu stoppen. Nur widerwillig, von Seiten der Verantwortlichen innerhalb des Kommandos, kam ein solcher Termin zustande. Mitglieder des Committee zahlten dabei ca. 3.000.000 Pengö, die Eichmann direkt übergeben wurden. Er nahm das Geld an, jedoch kam es nicht zum Stopp der bereits angelaufenen Abtransporte. In Auschwitz eingetroffen, wurden 20 % der Personen für Arbeitseinsätze ausgesondert. Der Rest wurde sofort in die Gaskammern umgeleitet.
Hans-Ulrich Geschke blieb nach dem Krieg nicht auffindbar und so wurde er im Jahre 1959 von der Oberstaatsanwaltschaft Frankfurt (Main) (4 Js 1017/59 OStA Ffm) für tot erklärt. Es wird angenommen, dass er bei der Schlacht um Budapest noch 1944 gefallen ist.

## Publikationen
- Die Haftung des Dritten für den durch Vertragsverletzung oder unerlaubte Handlung gegenüber dem Kommissionär verursachten Schaden des Kommittenten: Zum Problem von der Schadensliquidation aus fremdem Interesse, Dissertation, Bühler Verlag Urach (Württemberg) 1931.